# Mercado indio
Mercado indio es el cuarto álbum de la banda argentina de punk rock Los Violadores, lanzado en 1987 por CBS.

## Detalles
El disco marca el principio de la sociedad del grupo con la multinacional CBS, tras su paso inicial por la compañía independiente Umbral, y marca cierto regreso a un sonido más duro, tras el post-punk Fuera de sektor.
Mercado indio sería a su vez el último disco con Sergio Gramática, baterista original del grupo. y el retorno de Michel Peyronel como productor de la banda.
Algunas palabras de Pil Trafa hablando con la periodista de rock Gloria Guerrero sobre el álbum:

«A mí me gusta la música que me emociona, y esto que hacemos es un sentimiento (...) Las letras no me salen por querer componer un soneto. No, son desgarradísimas (...) Yo estoy viviendo en esto, estoy sufriendo la gran ciudad, estoy gozando y me estoy muriendo, lleno de smog, de humo, de cemento, de cal. Yo no podría hacer otra cosa que no fueran Los Violadores. Creo que con Los Violadores se acaba mi carrera en la música, no podría estar en otro lado, no me sale, no me da y ni siquiera lo intento»

.
El tema homónimo fue compuesto originalmente por la cantante Sissi Hansen y luego sus derechos vendidos a Los Violadores.
Fue reeditado en vinilo por Sony Music en 2016.

## Lista de temas
Lado A
1. "Bombas a Londres" (Stuka)
2. "Aburrido divertido" (Stuka)
3. "Juega a ganar" (Stuka-Gramática-Chalar-Peyronel)
4. "Violadores de la ley" (Stuka-Chalar)
5. "Infierno privado" (Stuka-Zelazek-Peyronel)

Lado B
1. "Mercado indio" (Stuka-Zelazek-Chalar)
2. "En la gran ciudad" (Stuka-Chalar)
3. "Sólo una agresión" (Stuka-Vulcano-Peyronel)
4. "Al borde del abismo" (Stuka-Peyronel)

## Créditos
- Pil Trafa - voz
- Stuka  - guitarra
- Robert "Polaco" Zelazek - bajo
- Sergio Gramática - batería

Otros
- Gustavo Romano - arte de tapa
- Michel Peyronel - producción